# Joanna Szczepińska-Tramer
Joanna Maria Szczepińska-Tramer (ur. 26 lutego 1931 w Nałęczowie) – polska i francuska historyczka sztuki.

## Życiorys
Uczęszczała do liceum ogólnokształcącego w Jeleniej Górze, gdzie w 1949 zdała maturę. W latach 1949–1954 studiowała w Instytucie Historii Sztuki  Uniwersytetu Warszawskiego pod kierunkiem Juliusza Starzyńskiego i Jana Białostockiego. W 1954 obroniła pracę magisterską. W 1964 w tym samym instytucie uzyskała stopień naukowy doktora nauk humanistycznych.
W latach 1955–1968 asystentka, a następnie adiunkt w IHS UW. Od 1954 członek Stowarzyszenia Historyków Sztuki, a w latach 60. członkini Prezydium Zarządu Głównego SHS.
W 1969 przeprowadziła się do Francji. W latach 1973–1993 redaktor, potem redaktor naczelna międzynarodowej bibliografii historii sztuki pn. Répertoire d`Art et d`Archéologie, wydawanej w Paryżu przez Centre national de la recherche scientifique. Od 1993 na emeryturze.
Mieszka w Orsay pod Paryżem i we Wrocławiu. W latach 1968–2014 jej mężem był fizykochemik Andrzej Tramer (zm. w 2014).
Autorka ponad 60 prac opublikowanych w Polsce, Francji, Hiszpanii i Stanach Zjednoczonych. W swych rozprawach zajmuje się m.in. malarstwem polskim i europejskim.

## Wybór publikacji
- Historia i program grupy Formiści Polscy w latach 1919–1922. Materiały do studiów i dyskusji z zakresu historii sztuki, 1954.
- Jan Szczepkowski. Warszawa, 1957.
- Z materiałów o życiu i działalności Leopolda Zborowskiego. Biuletyn Historii Sztuki, 1961.
- Pankiewicz – modernista. Rocznik Historii Sztuki, 1966.
- Recherches sur les paysages de Géricault.  Bulletin de la Société de l`Histoire de l`Art Francais, 1973.
- Géricault et l`Ecole des Beaux-Arts. In: Ars Auro Prior. Studia Ioanni Bialostocki sexagenario dicata, 1981.
- Notes on Géricault`s Early Chronology. Master Drawings, 1982.
- El Festin de Herodes : notas sobre el cuadro de Bartholomaus Strobel. Goya. Revista de Arte, 1991.
- Daniel y Ciro ante Bel, cuadro de Bartholomaus Strobel en el Museo nacional de Varsovia. Goya. Revista de Arte, 1992.
- O Karolu Sterlingu. Kultura (Paris). 1992.
- Sztuka Celnikiera.  Kultura (Paris), 1993.
- Manet et le Déjeuner sur l`herbe.  Artibus et Historiae, 1998.
- O Sniadaniu na trawie Edouarda Maneta i o cytacie w malarstwie. In: Ars longa. Prace dedykowane pamięci profesora Jana Białostockiego, 1999.
- Wokół Machabeuszy Wojciecha Kornelego Stattlera. In: Arx Felicitatis. Księga ku czci profesora Andrzeja Rottermunda, 2001.
- Encore quelques notes sur le panneau central du Triptyque de Modene d`El Greco. Gazette des Beaux-Arts, 2002.
- O zmianie i o zachowaniu sensu. Uwagi na marginesie kilku artykułów Marii Poprzęckiej. In: Mowa i moc obrazów. Prace dedykowane Profesor Marii Poprzęckiej, 2005.
- O Karusi. Przegląd Humanistyczny, 2011.
- Józefa Pankiewicza Portret Feliksa Jasieńskiego przy fortepianie. Reprodukcje i spojrzenia. Quart. Kwartalnik Instytutu Historii Sztuki Uniwersytetu Wrocławskiego, 2012.
- Oraz referaty w:  Materiały seminarium metodologicznego Stowarzyszenia  Historyków Sztuki, Nieborów, 1998, 2002, 2004, 2006.